# Novallas
Novallas è un comune spagnolo di 775 abitanti situato nella comunità autonoma dell'Aragona.